# Harma

Mapa de ciudades de la antigua Beocia. Harma se situaba al este, cerca de Heleón y Micaleso y no lejos de Tanagra.

Harma (en griego, Άρμα) es el nombre de una antigua ciudad griega de Beocia, que fue mencionada por Homero en el Catálogo de las naves de la Ilíada.
Según Estrabón, se trataba de un lugar que formaba parte de la tetrakomía del territorio de Tanagra, junto con Heleón, Micaleso y Faras. El geógrafo añade que el significado de su nombre está relacionado con Anfiarao, personaje de la mitología griega que cayó de su carro y fue tragado por la tierra durante la expedición de los siete contra Tebas y el carro vacío fue a parar a donde estaba la ciudad, mientras otra versión mencionaba que su nombre deriva del carro de Adrasto, que quedó destrozado en ese mismo lugar mientras huía.
Pausanias la situó entre Teumeso y Micaleso y actualmente se identifica  con las ruinas de Kastro Livinou, que está a 4 km de Micaleso.